# Wojna sprawiedliwa
Wojna sprawiedliwa (łac. bellum iustum) – koncepcja filozoficzna, według której istnieją wojny słuszne, będące przeciwieństwem wojen agresywnych (niesprawiedliwych).

## Historia
Pojęcie wojny sprawiedliwej znane jest od starożytności. Pisał o niej Cyceron (106 p.n.e.-43 p.n.e.) oraz św. Augustyn (354-430). Termin ten powszechnie wykorzystywała także polska dyplomacja średniowieczna m.in. dla usprawiedliwienia wojen prowadzonych z zakonem krzyżackim za panowania Władysława II Jagiełły.
W "Saevientibus", jednym z pism z czasu soboru w Konstancji Paweł Włodkowic przytacza za Ostyjskim (Henrykiem de Segusio) sformułowane przez św. Rajmunda z Penyafort warunki wojny sprawiedliwej. Były to: 
- podmiot (osoba wojująca winna nadawać się do walczenia, czyli być osobą świecką, ponieważ duchownemu nie wolno rozlewać krwi z wyjątkiem wypadku nieuniknionej konieczności);
- przedmiot (odzyskanie bezprawnie utraconej własności lub obrona ojczyzny);
- przyczyna (chęć osiągnięcia pokoju);
- duch (wojna nie może być prowadzona z nienawiści, żądzy zemsty ani chciwości, a jedynie z miłości, sprawiedliwości i posłuszeństwa);
- upoważnienie (może pochodzić jedynie od monarchy, a w wypadku wojny za wiarę – od Kościoła).

Do powyższego wyliczenia Włodkowic dodawał zakaz prowadzenia wojen w dni świąteczne. Św. Tomasz z Akwinu uważał, że "przestrzeganie świąt nie stoi na przeszkodzie czynienia tego, co służy nawet cielesnemu ocaleniu człowieka". Tym samym, jeżeli wystąpiła konieczność, można było toczyć bitwę w dzień święty. Paweł Włodkowic uznał, że takiej konieczności w przypadku działań Krzyżaków nie było. W związku z tym tradycyjne krzyżackie rejzy zaczynające się w dni świąt Najświętszej Marii Panny (Wniebowzięcia i Oczyszczenia) były – zgodnie z tym poglądem – poważnym naruszeniem wiary.
Tomasz z Akwinu wymieniał trzy warunki wojny sprawiedliwej:
- musi zostać wypowiedziana przez prawowitą władzę publiczną;
- przyczyna wojny musi być sprawiedliwa;
- prowadzeniu wojny musi towarzyszyć uczciwa intencja;

Obecny Katechizm Kościoła katolickiego w punkcie 2309 wymienia cztery warunki wojny sprawiedliwej które wymagają:
- aby szkoda wyrządzana przez napastnika narodowi lub wspólnocie narodów była długotrwała, poważna i niezaprzeczalna;
- aby wszystkie pozostałe środki zmierzające do położenia jej kresu okazały się nierealne lub nieskuteczne;
- aby były uzasadnione warunki powodzenia;
- aby użycie broni nie pociągnęło za sobą jeszcze poważniejszego zła i zamętu niż zło, które należy usunąć.

Późniejsi filozofowie prawa pomijali elementy religijne w swoich definicjach wojny sprawiedliwej.

## Współcześnie
Obecnie wymienia się następujące warunki wojny sprawiedliwej:
- jest to wojna obronna, która stanowi odpowiedź na bezprawną agresję;
- istnieje realna szansa na jej wygranie;
- celem ataku nie jest ludność cywilna;
- przemoc stosuje się tylko w przypadkach uzasadnionych.

Trzeciego warunku nie można spełnić w przypadku wojny nuklearnej, jednak taki odwet można uważać za adekwatny w przypadku, gdy państwo posiadające broń nuklearną zostało zaatakowane taką samą bronią.